# Peter Strickland
Peter Strickland (Reading, 21 maggio 1973) è un regista e sceneggiatore inglese.

## Biografia
Nel 1992, all'età di 19 anni scrive un adattamento teatrale della Metamorfosi di Kafka e nel 1996 esordisce al cinema con il cortometraggio Bubblegum, presentato alla Berlinale del 1997 nella sezione Panorama. Sempre nel 1996 fonda con un gruppo di amici The Sonic Catering Band, progetto di sperimentazione musicale che si avvale di basi musicali registrate durante la preparazione di cibi e che fonde il rumorismo dei primi anni ottanta con il cut-up e la musica concreta.
Nel 2009 scrive, dirige e produce il suo primo lungometraggio, Katalin Varga, grazie al quale ottiene tra l'altro il premio come miglior rivelazione agli European Film Awards e la nomination per l'Orso d'oro al Festival di Berlino.
Dopo il corto del 2010 Conduct Phase, nel 2012 bissa il successo del primo film con il thriller psicologico Berberian Sound Studio che gli vale numerosi riconoscimenti, tra cui il premio come miglior regista ai British Independent Film Awards, quello per i miglior film al Festival del cinema indipendente di Buenos Aires e la menzione speciale al Festival di Locarno.
Nel 2013 lavora alla fotografia di The Great Chicken Wing Hunt di Matt Reynolds e nel 2014 dirige il documentario Björk: Biophilia Live, insieme a Nick Fenton, e il film The Duke of Burgundy, gran premio della giuria al Philadelphia Film Festival.

## Filmografia

### Regista
- Conduct Phase (2010) - cortometraggio
- Björk: Biophilia Live (2014)
- The Field Guide to Evil (2018)

### Regista e sceneggiatore
- Bubblegum (1996) - cortometraggio
- A Metaphysical Education (2004) - cortometraggio
- Katalin Varga (2009)
- Berberian Sound Studio (2012)
- The Duke of Burgundy (2014)
- In Fabric (2018)
- GUO4 (2019) - cortometraggio
- Cold Meridian (2020) - cortometraggio
- Flux Gourmet (2022)
- Blank Narcissus (Passion of the Swamp) (2022) - cortometraggio

## Riconoscimenti
- 2009
  - Festival internazionale del cinema di Berlino
  - Nomination Orso d'oro – Katalin Varga
  - Mumbai International Film Festival
  - Nomination Golden Gateway – Katalin Varga
  - British Independent Film Awards
  - Nomination Premio Douglas Hickox – Katalin Varga
  - CPH:PIX
  - New Talent Grand PIX – Katalin Varga
  - European Film Awards
  - Miglior rivelazione – Katalin Varga
  - Zurich Film Festival
  - Nomination Golden Eye	per il miglior film – Katalin Varga

- 2010
  - Evening Standard British Film Awards
  - Premio Migliore promessa, regia e sceneggiatura – Katalin Varga
  - Gopo Awards
  - Nomination Miglior film – Katalin Varga (condivisa con Oana e Tudor Giurgiu)
  - London Critics Circle Film Awards
  - Nomination Rivelazione dell'anno – Katalin Varga
  - RiverRun International Film Festival
  - Premio della giuria Best Narrative Feature – Katalin Varga
  - Santa Barbara International Film Festival
  - Premio della giuria Best Eastern Bloc Cinema – Katalin Varga

- 2012
  - British Independent Film Awards
  - Miglior regista – Berberian Sound Studio
  - Nomination Miglior sceneggiatura – Berberian Sound Studio
  - Edinburgh International Film Festival
  - Nomination Miglior film britannico – Berberian Sound Studio
  - Miskolc International Film Festival
  - Premio Adolph Zukor – Berberian Sound Studio
  - Locarno Festival
  - Premio Junior Jury, menzione speciale – Berberian Sound Studio
  - Nomination Pardo d'oro – Berberian Sound Studio
  - Sitges - Festival internazionale del cinema fantastico della Catalogna
  - Premio della critica, menzione speciale – Berberian Sound Studio
  - Nomination Migliore colonna sonora – Berberian Sound Studio

- 2013
  - Buenos Aires International Festival of Independent Cinema
  - Miglior film – Berberian Sound Studio
  - Festival internazionale del film fantastico di Gérardmer
  - Premio speciale della giuria – Berberian Sound Studio
  - Premio della critica internazionale – Berberian Sound Studio

- 2014
  - Hamptons International Film Festival
  - Premio Wouter Barendrecht Pioneering Vision – The Duke of Burgundy
  - Nomination Golden Starfish Award, Narrative Feature – The Duke of Burgundy
  - Les Arcs European Film Festival
  - Nomination Crystal Arrow – The Duke of Burgundy
  - BFI London Film Festival
  - Nomination Miglior film – The Duke of Burgundy
  - Festival internazionale del cinema di Mar del Plata
  - Nomination Astor d'oro – The Duke of Burgundy
  - Philadelphia Film Festival
  - Gran premio della giuria – The Duke of Burgundy
  - New Horizons Film Festival
  - Nomination Grand Prix	Films on Art – Björk: Biophilia Live
  - Torino Film Festival
  - Nomination Miglior film – The Duke of Burgundy

- 2015
  - CPH:PIX
  - Nomination Politiken's Audience Award – The Duke of Burgundy
  - Dublin Film Critics' Circle Awards
  - 2º posto, Miglior regista – The Duke of Burgundy
  - Filmfest Hamburg
  - Nomination Art Cinema Award – The Duke of Burgundy

- 2016
  - Chlotrudis Awards
  - Nomination Miglior regista – The Duke of Burgundy
  - Nomination Miglior sceneggiatura originale – The Duke of Burgundy